# Lipka (gromada w powiecie wołomińskim)
Lipka (od 31 XII 1961 Ostrówek) – dawna gromada, czyli najmniejsza jednostka podziału terytorialnego Polskiej Rzeczypospolitej Ludowej w latach 1954–1972.
Gromady, z gromadzkimi radami narodowymi (GRN) jako organami władzy najniższego stopnia na wsi, funkcjonowały od reformy reorganizującej administrację wiejską przeprowadzonej jesienią 1954 do momentu ich zniesienia z dniem 1 stycznia 1973, tym samym wypierając organizację gminną w latach 1954–1972.
Gromadę Lipka z siedzibą GRN w Lipce utworzono – jako jedną z 8759 gromad na obszarze Polski – w powiecie wołomińskim w woj. warszawskim, na mocy uchwały nr VI/10/23/54 WRN w Warszawie z dnia 5 października 1954. W skład jednostki weszły obszary dotychczasowych gromad Karolew, Lipka i Tuł ze zniesionej gminy Klembów oraz obszar dotychczasowej gromady Krzywica ze zniesionej gminy Ręczaje w tymże powiecie. Dla gromady ustalono 18 członków gromadzkiej rady narodowej.
31 grudnia 1961 gromadę Lipka zniesiono przenosząc siedzibę GRN z Lipki do Ostrówka i zmieniając nazwę jednostki na gromada Ostrówek.